# Tekellina minor
Espèce
Tekellina minor est une espèce d'araignées aranéomorphes de la famille des Synotaxidae.

## Distribution
Cette espèce est endémique du Brésil. Elle se rencontre dans les États du Rio Grande do Sul, de São Paulo, de Rio de Janeiro et d'Acre.

## Description
Le mâle holotype mesure 0,97 mm.
La femelle décrite par  en mesure 1,44 mm.

## Systématique et taxinomie
Cette espèce a été décrite par Marques et Buckup en 1993.

## Publication originale
- Marques & Buckup, 1993 : « Novas espécies de Tekellina do Brasil (Araneae, Theridiidae). » Iheringia Série Zoologia, no 74, p. 125-132 (texte intégral).